# Texara
Texara är ett släkte av tvåvingar. Texara ingår i familjen barkflugor.
Kladogram enligt Catalogue of Life:
| Texara | \| \| Texara annulifera \| \| \| \| \| \| Texara compressa \| \| \| \| \| \| Texara dioctrioides \| \| \| \| \| \| Texara hada \| \| \| \| \| \| Texara luteinervis \| \| \| \| \| \| Texara melanopoda \| \| \| \| \| \| Texara pallitarsula \| \| \| \| \| \| Texara rufipes \| \| \| \| \| \| Texara savolaineni \| \| \| \| \| \| Texara shatalkini \| \| \| \| \| \| Texara shenwuana \| \| \| \| \| \| Texara stackelbergi \| \| \| \| \| \| Texara tricesima \| \| \| \| |
|        | \| \| Texara annulifera \| \| \| \| \| \| Texara compressa \| \| \| \| \| \| Texara dioctrioides \| \| \| \| \| \| Texara hada \| \| \| \| \| \| Texara luteinervis \| \| \| \| \| \| Texara melanopoda \| \| \| \| \| \| Texara pallitarsula \| \| \| \| \| \| Texara rufipes \| \| \| \| \| \| Texara savolaineni \| \| \| \| \| \| Texara shatalkini \| \| \| \| \| \| Texara shenwuana \| \| \| \| \| \| Texara stackelbergi \| \| \| \| \| \| Texara tricesima \| \| \| \| |
|        | Megamerina |
|        | |
|        | Protexara |
|        | |
|        | Texara annulifera |
|        | |
|        | Texara compressa |
|        | |
|        | Texara dioctrioides |
|        | |
|        | Texara hada |
|        | |
|        | Texara luteinervis |
|        | |
|        | Texara melanopoda |
|        | |
|        | Texara pallitarsula |
|        | |
|        | Texara rufipes |
|        | |
|        | Texara savolaineni |
|        | |
|        | Texara shatalkini |
|        | |
|        | Texara shenwuana |
|        | |
|        | Texara stackelbergi |
|        | |
|        | Texara tricesima |
|        | |

|  | Texara annulifera   |
|  |                     |
|  | Texara compressa    |
|  |                     |
|  | Texara dioctrioides |
|  |                     |
|  | Texara hada         |
|  |                     |
|  | Texara luteinervis  |
|  |                     |
|  | Texara melanopoda   |
|  |                     |
|  | Texara pallitarsula |
|  |                     |
|  | Texara rufipes      |
|  |                     |
|  | Texara savolaineni  |
|  |                     |
|  | Texara shatalkini   |
|  |                     |
|  | Texara shenwuana    |
|  |                     |
|  | Texara stackelbergi |
|  |                     |
|  | Texara tricesima    |
|  |                     |